# Elia Garci-Lara Catalá
Elia Garci-Lara Catalá (València) va ser una inventora espanyola. En 1890, va dissenyar i patentar una llavadora mecànica, el procés de la qual constava de diverses etapes, amb la patent n. 10711, i que podria considerar-se com a la primera rentadora de la Història. Es tractava d'un sistema integral de rentat o dispositiu multifunció que permetia fer totes les fases del rentat fins al doblegat de la roba, cosa que suposava una millora del procés de rentat manual. Tot i patentar l'invent, aquest mai no es va arribar a comercialitzar.
Es tractava d'un dispositiu compost per diverses màquines que permetia classificar la roba, realitzar un rentat preparatori, una bugada mitjançant saponificació amb lleixiu, un rentat amb sabó, aclarit, escorregut mitjançant un hidroextractor centrífug, l'assecat a l'aire lliure o mitjançant aire calent d'una estufa, el planxat, premsat i plegat de la roba.